# Tapirus cristatellus
Tapirus cristatellus is een uitgestorven tapir die tijdens het Pleistoceen in Zuid-Amerika leefde.

## Fossiele vondsten
Fossielen van Tapirus cristatellus zijn gevonden in de Braziliaanse staten Minas Gerais en Bahia en in Argentinië. De vondsten dateren uit het Pleistoceen.

## Kenmerken
Tapirus cristatellus was groter dan een laaglandtapir.